# 牧国信
牧 国信（まき くにのぶ、生没年未詳）は、安土桃山時代の武将。美作三浦氏、後に宇喜多氏の家臣。牧尚春・牧良長の弟。子に牧信正。妻は宇喜多直家の妹。後に家信を名乗る。藤左衛門尉。

## 生涯
兄尚春、良長と共に美作三浦氏の再興に尽力するなど、三浦貞広に忠誠を尽くした。しかし美作三浦氏が毛利氏の侵攻を受けて没落すると、宇喜多直家の家臣となる。天正13年（1585年）からは旧主三浦氏の居城高田城の城主を務め、真庭郡の代官を務めた。大庭郡土器尾城主。
慶長5年（1600年）の関ヶ原の戦いで宇喜多氏が改易されると領を失い、湯本村（現在の岡山県真庭市湯原温泉（旧湯原町湯本））に蟄居していたが、慶長8年（1603年）に森忠政が美作に入領する際には大蔵如真と共に領内を案内している。
国信の子孫は帰農し湯本村に住したと『新訂作陽誌』には記述がある。また姓氏家系大辞典によると、宇喜多氏の滅亡後、氏を衣笠又は美甘と称し、子は美甘三郎左衛門という。なお、津山市立郷土館（現津山郷土博物館）蔵『郷村記』において、享保2年（1717年）の大庭郡の大庄屋として美甘三郎左衛門の名が記されている。

## 参考史料
- 津山市立郷土館蔵　三浦家資料『郷村記』1787年（天明7年）10月
- 太田亮、国民社『姓氏家系大辞典 第3巻』1933年（昭和9年）11月
- 久世町教育委員会 『久世町史　通史編』（1975年）
- 久世町教育委員会 『久世町史 資料編第１巻』（2004年）